# Han van Gelder

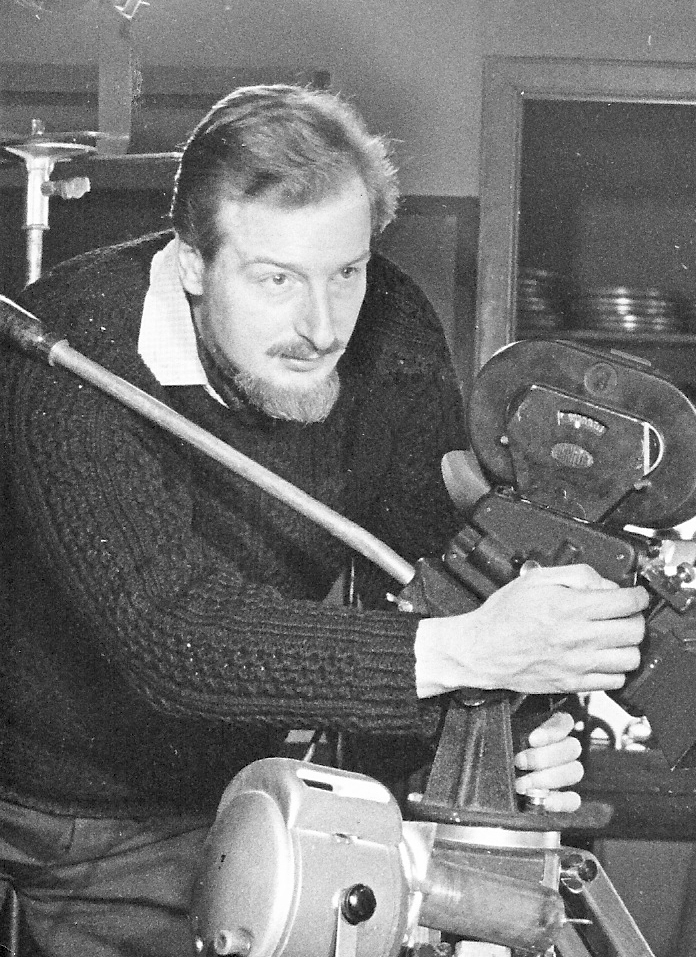
Han van Gelder omstreeks 1960

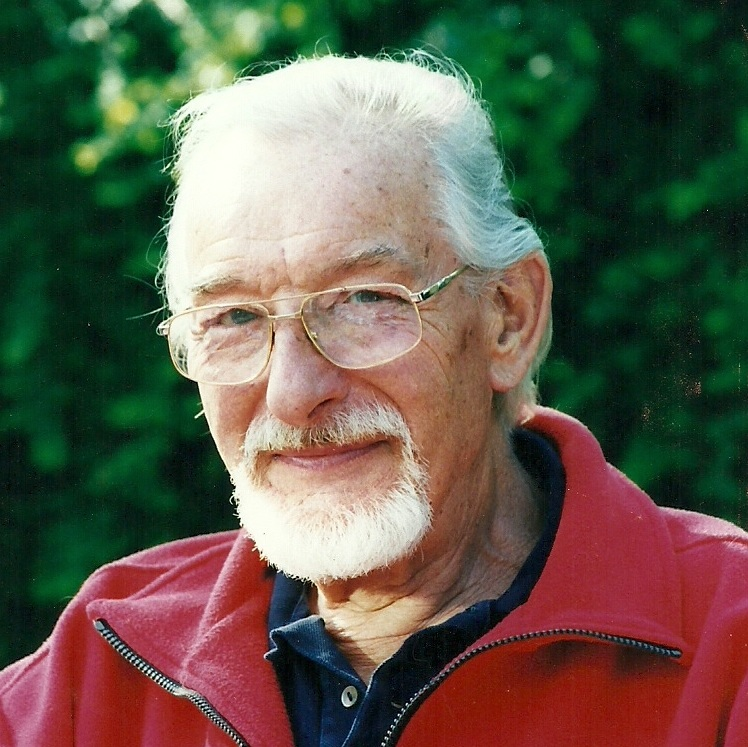
Han van Gelder omstreeks 2000

Johan Adriaan (Han) van Gelder (Amsterdam, 13 juni 1923 – Wolvega, 26 december 2012) was een Nederlands filmregisseur, tekenaar en striptekenaar.

## Levensloop

### Privéleven
Van Gelder werd geboren als zoon van een meubelmaker op de Nieuwezijds Voorburgwal. Op 1 april 1948 trouwde hij met An Melissen, met wie hij twee kinderen kreeg, Guido en Annemarie. Hij woonde achtereenvolgens in Amsterdam, Ouderkerk aan de Amstel, IJsselstein, Oldeberkoop en Wolvega. Daar overleed hij in december 2012, slechts 3 maanden na het overlijden van zijn vrouw An.

### Tekenen en striptekenen
Na de lagere school volgde hij een elektrotechnische opleiding die onderbroken werd door de Tweede Wereldoorlog. Tijdens de oorlog zat hij deels ondergedoken en was hij veel aan het tekenen. Zijn moeder stuurde een tekening in voor een wedstrijd waardoor hij een beurs won voor de tekenopleiding van Henk Kannegieter in Haarlem. Daar ontmoette hij de twee jaar oudere Hans G. Kresse. Hij begon stripverhalen te bedenken en tekenen. Samen met Kresse en de gepensioneerde onderwijzer H.G. Haakenhout maakte hij de stripboekjes Per atoomraket naar Mars en Ditto. In 1945 werden van hem door Vondel Uitgeverij twee stripboekjes uitgegeven, waarvoor Haakenhout de teksten schreef: De Wereldreis van een Jeep deel 1 en 2.

### Toonder, Geesink en Haanstra
In 1947 kreeg Van Gelder een aanstelling bij Toonder Studio's waar hij meewerkte aan verschillende tekenfilms. Toen Toonder medio 1949 in financiële problemen kwam, ging Van Gelder met veel van zijn collega's naar de Dollywood Studio's van Joop Geesink. Geesink maakte vooral poppenfilms en Van Gelder hield zich bezig met speciale effecten. In 1951 vroeg Toonder Studio's hem weer bij hen te komen werken, als assistent van Harold Mack, die animatiefilms van speelfilmlengte maakte. Mack was een Engelsman die animatie had geleerd van werknemers bij Disney zoals David Hand en Ralph Wright. Van Gelder werkte als animatieassistent mee aan The Golden Fish (1952), een film gebaseerd op een verhaal dat Jan Gerhard Toonder hiervoor schreef en dat geïnspireerd was op Oosterse filosofie. De film werd positief ontvangen op festivals in Edinburg en Venetië.
In het Toonder-team werkte Van Gelder vervolgens samen met onder meer Theo Hogers, Bjorn Frank Jensen, Børge Ring en Alan Standen.
Van Gelder kreeg vanaf 1953 de ruimte (ook letterlijk in de kelder van de studio aan de Reguliersdwarsstraat) om een eigen afdeling voor de productie van tabletop op te zetten. Hij maakte een aantal tabletopprojecten samen met Jan Gerhard Toonder, zoals Globobbo (1952) en The conquered planet (1953). Aangezien in deze laatste film over een ruimtereis, gebruik werd gemaakt van een nieuwe experimentele Philips-bandrecorder om geluid te vervormen, werd de film door Philips aangekocht. Verder maakte Van Gelder reclamefilms, zoals een poppenfilm voor Stork's Margarine en vrije films, zoals Suite Tempirouette (1954), een muzikaal-visuele dwaaltocht door de historie.
Toonder Studio's, en daarbinnen Van Gelder, ontwikkelde met de trucage- en tabletoptechniek een reputatie. In 1955 constateerde het blad van de Nederlandse Beroepsvereniging van Filmers (NBF): "Een merkwaardige omstandigheid in het Nederlandse filmbestel is de sterke en ook internationaal zo opvallende positie, die de trucagefilm er inneemt, de tekenfilm zowel als de trucagefilm. Een der pioniers op dit gebied is Marten Toonder, die erin slaagde met enkele geheel "vrije" teken- en maquettefilms door te dringen tot in programma's van premièretheaters in Londen, Parijs en New York. Het werk van hem en zijn medewerkers draagt vaak een experimenteel karakter en getuigt van het zoeken naar nieuwe wegen en mogelijkheden voor deze soort.
Deze reputatie leidde tot een samenwerking met Bert Haanstra die bezig was met een serie documentaires voor Shell UK. Hij zocht iemand die in staat zou zijn om voor deze films de trucages en opnames die daar dicht tegen aan zaten, zoals extreme close-ups, te verzorgen. Dit speelde vooral bij de film The Rival World (1955) in Nederland uitgebracht als De strijd zonder einde, over de bedreiging die insecten vormen voor de gezondheid van mens en gewas. Naast Van Gelder werkte Haanstra bij deze film ook met de Engelse cameraman Sidney Beadle. De macro-opnamen van insecten die in kleur groot op het bioscoopdoek werden geprojecteerd, waren in die tijd spectaculair. De film was decennialang de populairste film uit de Shellcatalogus.
Naast tekenfilms en trucage ging Toonder Studio's ook live-action-films maken. De eerst was Blijdorp onder regie van Van Gelder. Hij kreeg de gelegenheid om als regisseur films naar eigen inzicht te maken. In de samenwerking met Toonder en Haanstra had hij ervaren waar zijn toekomst lag: "Ik merkte dat ik eigenlijk meer een journalist ben, iemand die voor de leek iets gecompliceerds uitlegt, de essentie eruit haalt en in beelden vertaalt, maar zo, dat hij het ook leuk vindt om naar te kijken." In 1958 maakte hij in opdracht van Shell de film Paleontologie, schakel met het verleden. Hij ging te rade bij hoogleraren en musea en werkte ruim een jaar aan 18 minuten film. Deze kreeg de derde prijs bij de Nederlandse Staatsprijs Filmkunst en oogst lof op verschillende buitenlandse festivals.
In 1959 werden twee dochterondernemingen van de Toonder Studio's in het leven geroepen. Naast Cartoonder Films N.V. op het hoofdkantoor aan de Herengracht voor het maken van tekenfilms komt de Film Produktie Groep N.V. op de Nieuwe Herengracht voor het maken van tabletop- en live-actionfilms. Van Gelder kreeg als adjunct-directeur de leiding; zijn broer Arend deed de administratie en verder werkten er drie decorbouwers, camaraman Theo Hogers, camera-assistent Hans Klardie en belichter Hans Mencke.
In de periode 1959 tot 1962 maakt de Film Produktie Groep onder meer de 16mm-films Echolood (16,5 min), Groente & Fruit (8 min). Op 35mm-film maakte men de trucages voor de Shell-film De Lage Landen (Hold back the Sea). Dit regiedebuut van George Sluizer won verschillende prijzen. Op 35 mm maakte men ook reclamefilms voor onder andere Brabantia, Halston, Hero en Unilever. Er werden bewust reclameopdrachten geworven om een markt te creëren en af te tasten met het oog op commerciële televisie (in eerste instantie in Duitsland). Uit interne memo's blijkt dat de dochteronderneming weliswaar een flink aantal films heeft geproduceerd maar dat er nog geen sprake is van een groot financieel succes. Van Gelder ziet wel mogelijkheden, maar die vragen om keuzes (alleen eigen storyboards uitvoeren) en investeringen (apparatuur).

### Zelfstandig filmproducent
In 1962 begint Van Gelder voor zichzelf met Filmproductie Han van Gelder B.V. te Amsterdam. Hij maakt een studio in de meubelmakerij van zijn vader. Na een paar jaar vestigt hij zich in Studio 4 van de Cinetone Filmstudio's Amsterdam, de voormalige studio van Joop Geesink die daarachter een nieuw gebouw betrokken had. Allerlei oud-collega's zien elkaar regelmatig en ondersteunen elkaar. Zo wordt Ary ten Hoope, voorheen administrateur bij Toonder en vervolgens werkzaam bij Harold Mack, zijn accountant. Filmproductie Han van Gelder maakt films, videopresentaties en diapresentaties in opdracht van bedrijven en instellingen die vrijwel allemaal worden gekenmerkt door het verbeelden van processen in de natuur, in technologie of in bedrijven.
Een van de eerste films die hij na zijn vertrek bij Toonder maakt is Wijd en Zijd over de vrachtvaart, in opdracht van rederij Phs. van Ommeren. De recensies na de première op 3 juni 1964 constateren dat men bij dit type opdracht tevoren al een globaal beeld heeft wat de film zal bevatten. Men prijst Van Gelder dat hij een eigen invalshoek heeft gevonden en noemt hem "een cineast van formaat".
Het bedrijf heeft ook een 'winkel' op uurtarief waar collega-filmers stop-motionopnamen, aantiteling, etc. kunnen laten maken. Eind jaren 60 en begin jaren 70 maakt het bedrijf veel reclamespots voor bioscoop en STER. Aanvankelijk vond Han van Gelder dat leuk en kon hij als specialist gecombineerde filmtechnieken (tabletop, stop-motion, live action) makkelijk visualisaties maken. Gaandeweg bleken opdrachtgevers steeds meer geneigd zich met alles op de set te bemoeien ("de camera moest wat hoger en de jurk van het model ook", Dit was een belangrijke reden om zich van deze opdrachten af te keren.
In die periode werkte zijn broer Arend bij hem en verder Bill Karsten (animator), Rob Kerker (chef studio), Günther Mandl (cameraman), Roos Molleman (assistente en artwork), Ruud Molleman (assistent stop-motion en live action), Lucy Perey (artwork), Hans de Ruijter (assistent-cutter) en Peter Smaling (live-action cameraman). Verder werd gebruik gemaakt van freelancers en Engelse filmploegen.
Hoogtepunt was een film die Van Gelder in 1969 in opdracht van het Ministerie van Buitenlandse Zaken maakte over de graficus Maurits Cornelis Escher: Adventures in perception of Met het oog op avontuur. De film kreeg prijzen en eervolle vermeldingen op verschillende filmfestivals en werd in 1972 genomineerd voor een Oscar. Escher zelf was vooral verrast om in de film te zien hoe het door hem bedachte Wentelteefje of Rolpens echt ging lopen, rollen en weer stoppen.
Tien jaar later besteedde Van Gelder drie jaar aan het maken van een film die veel minder publieke waardering kreeg, maar waar hij zelf veel voldoening uit haalde. Zowel vanwege het onderwerp als het feit dat er door heel hard werken en volharding unieke beelden waren verkregen: Onder de vloedlijn over het onderwaterleven in de Oosterschelde.
De studio was inmiddels van de Wenckebachweg naar Uithoorn verhuisd. In deze fase werkte Van Gelder met assistent Ramesh (Buddy) Singh, cameraman (animation), film en documentary maker als rechterhand van Han van Gelder.
In 1984 kreeg hij de mogelijkheid om nogmaals onderwaterfilms te maken. Via de Rijksvoorlichtingsdienst had een grote Nederlandse producent de opdracht gekregen om vijf films te maken over de wetenschappelijke Snellius-II expeditie in Indonesië. De expeditie was het vervolg op de Snellius-Expeditie die ruim 50 jaar eerder door het eerste hydrografisch opnemingsvaartuig van de Koninklijke Marine de Snellius was uitgevoerd. Inmiddels is er sprake van de derde versie van de Snellius, in 1984 was er echter geen Snellius onderzoeksvaartuig beschikbaar en werd MS Tyro, het toenmalige onderzoeksschip van de coördinerende Nederlandse Raad voor Zeeonderzoek het basisschip. De eerste twee films werden door anderen gemaakt, de eerste over het samenwerkingsverband tussen Indonesië en Nederland en de tweede gaf een overzicht van het totale onderzoek. Van Gelder ging naar Indonesië en filmde bij de expeditie van Indonesische, Duitse en Nederlandse wetenschappers. Deze expeditie richtte zich op analyse met remote sensing van rivierafzettingen in oceaansystemen rond de Straat Madoera bij Java. Naast een onderwaterfilm over Het leven in zee maakt hij voor Snellius films over Geologie en Milieu. Deze wetenschappelijke films waren vooral bedoeld voor studenten in Indonesië en Nederland.
In 1992 rondde hij zijn laatste film af. In opdracht van het Wereld Natuur Fonds bracht hij vanuit meerdere invalshoeken duidelijk hoe belangrijk het regenwoud is. Daarvoor gebruikte hij een compilatie van materiaal van derden tot de video Regenwoud of tranendal.

### Docent filmvormgeving
In 1972 werd Van Gelder docent filmvormgeving aan de Academie voor Beeldende Kunsten Sint-Joost in Breda. Hij bleef een aantal jaren een dag per week les geven aan studenten aan de filmopleiding.

### Tekenen in Friesland
In 1992 stopte hij met filmen en sloot hij zijn bedrijf. Samen met zijn vrouw ging hij in het Friese Oldeberkoop wonen. Van Gelder richtte zich nu op zijn eerste liefde: tekenen en schilderen. Hij volgde en gaf les en trok regelmatig de natuur in om te tekenen.
In 1995 begon hij de Olderberkoper Tekenclub die ruim tien jaar zou bestaan. Van Gelder gaf al die jaren les en legde daarbij de nadruk op kennis van wat er getekend wordt. Op de cursusprogramma's. staat het motto Ars sine scintia nihil est! (Kunst zonder wetenschap is niets).

## Stripboeken van Van Gelder
- 1945 De avonturen van Ditto: Ditto en de draak in de grot (1945) Hans G. Kresse, tekst Han van Gelder, bewerkt door H.G. Haakenhout
- 1945 De wereldreis van een Jeep (1945) Han van Gelder, tekst H.G. Haakenhout[21]
- 1945 De wereldreis van een Jeep, deel 2 (1945) Han van Gelder, tekst H.G. Haakenhout[21]

## Filmografie
Werk onder regie van Han van Gelder:

### Films
- Glo Bobbo (1952, Toonder Studio's)
- The conquered planet (1953, Toonder Studio's, aangekocht door Philips)
- Suite tempirouette (1954, Toonder Studio's)
- Stork Margarine (1954, Toonder Studio's, reclamespot voor Unilever)
- Philips Argenta (1954, Toonder Studio's, reclamespot voor Philips)
- Verzonken klokken (1957, Toonder Studio's)
- K3 (1958, Toonder Studio's, voor Schreuders Lakfabriek)
- Van Inca-tijd naar Blooker-tijd (1958, Toonder Studio's)
- Blijdorp, oase van rust in een wereldstad (1958, Toonder Studio's, voor Diergaarde Blijdorp)
- Paleontologie, schakel met het verleden (1959, Toonder Studio's, voor Shell Petroleum)
- Weet waarom u eet (1961, Toonder Studio's, voor Productschap voor Groenten en Fruit)
- In de schaduw van de mens (1963, Rijksvoorlichtingsdienst / Ministerie van landbouw)
- Wijd en Zijd (Far and Wide) (1964, Van Ommeren)
- Aaltjes (1965)
- Voortvarend (1966, Shell Petroleum)
- Wilde adem (1968, VEG-Gasinstituut)
- Adventures in perception (Met het oog op avontuur) (1971, Rijksvoorlichtingsdienst / Ministerie van Buitenlandse Zaken)
- De grote trek (1975, NAM)
- Schelpdieren (1980, Rijksvoorlichtingsdienst / Ministerie van Landbouw)
- Onder de vloedlijn (1982, Rijksvoorlichtingsdienst / Ministeries van CRM, V&W en L&V)
- Atomen, kernen en straling, 6 films (1983, Rijksvoorlichtingsdienst / Ministerie van Economische zaken)
- Als het aan de muskusrat lag ... (1985, Ministerie van Verkeer en Waterstaat / Ministerie van Landbouw / Unie van Waterschappen)
- Snellius2 Expeditie: Het leven in Zee (1986, Rijksvoorlichtingsdienst / Ministerie van Onderwijs)
- Snellius2 Expeditie: Geologie (1986, Rijksvoorlichtingsdienst / Ministerie van Onderwijs)
- Snellius2 Expeditie: Milieu (1986, Rijksvoorlichtingsdienst / Ministerie van Onderwijs)
- 1000 cm doorsnede (PWN)
- De stalen archipel (Petroland)
- Diepinfiltratie Watervlak (1990, PWN)
- Gas uit zee, Nederlandse en Engelse versie (NAM)
- Jacht op aardgas (NAM)
- Nematodes (Rijksvoorlichtingsdienst / Ministerie van landbouw)
- Energie-opslag systemen (NEOM)
- Ongewenste kostgangers (Rijksvoorlichtingsdienst / Ministerie van landbouw)
- Ontwikkeling Babylon Den Haag (MAB)
- Schadelijke kostgangers (Rijksvoorlichtingsdienst / Ministerie van Landbouw)
- Slibontwatering (KIWA)
- Thalium 201 (Byck Malincrodt)
- Tussen polderrand en zeestrand (PWN)
- Water voor Noord-Holland (PWN)
- Water voor nu, water voor later (PWN)

### Videopresentaties
- Introductie locatie Borssele (Kerncentrale Borssele)
- De Kernenergie Centrale Borssele (Kerncentrale Borssele)
- De Kolencentrale Borssele (Kerncentrale Borssele)
- Stralingshygiëne in de Kerncentrale Borssele (1984, Kerncentrale Borssele)
- PZEM en de Arbowet (Kerncentrale Borssele)
- Radioactiviteit (Rijksvoorlichtingsdienst / Universiteiten)
- Regenwoud of tranendal (1992, Wereld Natuur Fonds)

### Diaseries
- Alternatieve energie (PWN / WRK III)
- Dulcolax (Boehringer Ingelheim)
- Geneesmiddelen reserach (Boehringer Ingelheim)
- PWN bedrijfspresentatie (PWN)
- Therapietrouw (Boehringer Ingelheim)
- Wat is straling (Kerncentrale Borssele)

## Filmfestivals en prijzen
- 1959 - Selectie K3 tot één der drie beste reclamefilms door Genootschap voor Reclame
- 1959 - Jaarprijs Nederlandse Vereniging van Bioscoopexploitanten voor K3
- 1959 - Derde prijs Nederlandse Staatsprijs Filmkunst voor Paleontologie
- 1959 - Selectie Paleontologie voor IX. Internationale Filmfestspiele Berlijn
- 1960 - Selectie Paleontologie voor Filmfestival Belgrado
- 1962 - Selectie Paleontologie voor 13th Karlovy Vary Filmfestival, Karlsbad
- 1962 - Selectie Weet waarom u eet voor II Internationaler Agrarwettbewerb Berlijn
- 1964 - Selectie In de schaduw van de mens voor III Internationaler Agrarfilm-Wettbewerb Berlijn
- 1965 - Eerste prijs categorie Maritieme Communicatie voor Far and wide op Internationale Filmfestival Genua
- 1966 - Selectie Aaltjes voor IV Internationaler Agrarfilm-Wettbewerb Berlijn
- 1971 - Selectie Adventures in perception voor VII International Film Festival Moscou
- 1971 - Eerste prijs (Finbarr Statuette) categorie Films on Art voor Adventures in perception op 16th Cork International Film Festival
- 1971 - Nominatie Oscar voor Adventures in perception
- 1972 - Ehrendiplom voor Adventures in perception bij Viennale 1972, Wenen
- 1972 - Selectie Adventures in perception voor Sydney Film Festival
- 1972 - Eervolle vermelding CIDALC[22] voor Adventures in perception bij Film Festival Krakow
- 1972 - Eervolle vermelding voor Adventures in perception bij Melbourne Film Festival
- 1972 - Eervolle vermelding voor Adventures in perception bij IV Festival Internacional Guadalajara
- 1974 - Cougar Award voor Adventures in perception bij 1st International BYU Documentary Film Festival, Utah
- 1974 - Selectie Adventures in perception voor International Film Festival, Kuala Lumpur
- 1974 - Selectie Adventures in perception voor XII Festival Cinematografico International, Panama
- 1975 - Italiaanse Kwaliteitsprijs 1971 voor Adventures in perception door Ministerie van Toerisme en Schouwspelen van Italië
- 1976 - Selectie Hygiene on the pig slaughter line voor 17th International Industrial Film festival, Londen
- 1982 - Selectie Schelpdieren voor IX Internationaler Agrarfilm-Wettbewerb Berlijn
- 1983 - Selectie Schelpdieren voor International Festival Of Underwater Film And Photography, Athene
- 1987 - Enekenprijs van EOYDAA voor Snellius-II op Internationaal Filmfestival Athene

## Trivia
- Van Gelder kreeg van Marten Toonder een dik boek Inleiding in de Biologie. Dat prikkelde zijn belangstelling voor (het ontstaan van) het leven op aarde en mede daardoor kwam hij tot een geheel eigen benadering in de prijswinnende film Paleontologie.[8]
- Na zijn vertrek had Van Gelder nog regelmatig contact met Joop Geesink, ook omdat de studio's bij elkaar in de buurt lagen. Geesink maakte toen Loeki de Leeuw, het beeldmerk van de STER. Van Gelder gebruikte indertijd het stopwoord 'Asjemenou', en dat zou Geesink tot genoegen van Van Gelder voor Loeki van hem hebben overgenomen.
- In 1965 maakte Van Gelder in opdracht van de Koninklijke Marine in vier weken een spectaculaire presentatie door uit honderden marinefilms beelden te selecteren en deze met drie projectoren en driekanalengeluid synchroon op een groot doek te projecteren tijdens de Elektron-beurs in de RAI.[23]
- Dochter Annemarie van Gelder is schrijfster.
- In 2012 is aan Van Gelder een hoofdstuk gewijd in het boek De Toonder Animatiefilms van Jan-Willem de Vries". Hierin informatie over en foto's van zijn tijd bij Toonder Studio's.[5]

- International Standard Name Identifier: 0000 0003 9025 8242
- Nederlandse Thesaurus van Auteursnamen: 073929786
- Virtual International Authority File: 283846537
- WorldCat: E39PBJqfMG8V83pg6bwjHJd84q